# 苦草属
苦草属（学名：Vallisneria）是水鳖科下的一个属，为沉水、无茎草本植物。该属共有约6－10种，分布于热带和亚热带地区。